# Ernst-von-Bergmann-Plakette
Die Ernst-von-Bergmann-Plakette wurde 1962 von der deutschen Bundesärztekammer gestiftet und wird seitdem in unregelmäßigen Abständen für Verdienste um die ärztliche Fortbildung an in- und ausländische Persönlichkeiten verliehen.
Die Auszeichnung ist nach Ernst von Bergmann benannt, einem deutschen Chirurgen und Wissenschaftler, der sich neben der Einführung und Etablierung verschiedener Operationsverfahren unter anderem um die Einführung der Asepsis bei Operationen und der Behandlung von Wunden verdient machte.
Auf der Vorderseite zeigt die Plakette (bzw. treffender: Medaille) ein Reliefbild des Namensstifters und den Schriftzug Für Verdienste um die ärztliche Fortbildung; die Rückseite trägt das Emblem der Bundesärztekammer und den Schriftzug Bundesärztekammer · Arbeitsgemeinschaft der Deutschen Ärztekammern.

## Preisträger

### Bis 2002 (Auswahl)
- 1963: Heinrich Otto Kalk
- 1964: Jörgen Schmidt-Voigt[1]
- 1964: Theodor Hellbrügge
- 1964: Helmut Vogt[2]
- 1965: Walther Berblinger
- 1966: Felix O. Höring
- 1967: Walter Müller
- 1969: Edgar Ungeheuer
- 1970: Hans-Ferdinand Gehre[3]
- 1970: Karl Vossschulte
- 1970: Otto Hövels
- 1971: Reinhard Aschenbrenner
- 1971: Horst Joachim Rheindorf
- 1972: Adolf Windorfer
- 1973: Erich Kaltenpoth
- 1973: Gerhard Theissing
- 1974: Heinz Losse
- 1974: Rudolf Frey
- 1974: Paul Schölmerich
- 1974: Ernst Gadermann
- 1974: Julius Weber
- 1975: Joachim Frey
- 1975: Gerfried Kristen
- 1975: Friedrich Loew
- 1975: Wolfgang Müller-Osten
- 1976: Joachim Hein
- 1976: Otto Ludescher
- 1976: Heinz Walther
- 1976: Johann Baptist Mayer
- 1976: Josef Nöcker
- 1976: Gertrud Siegenthaler-Zuber
- 1977: Paul Polzien
- 1977: Kurt Spohn
- 1977: Gisbert Wesener
- 1977: Erich Zeh
- 1978: Gertrud Bergman
- 1978: Hans Franke
- 1978: Gerhard Linke
- 1978: Helmut Zuzak
- 1978: Heino Ital
- 1979: Wilhelm Doerr
- 1979: Hans Werner Pia
- 1980: Victor Hart
- 1980: Hellmuth Kleinsorge
- 1980: Ernst Strauß
- 1981: Günther Simon
- 1981: Hans Remky
- 1981: Hans Joachim Küchle
- 1981: Fritz Hubertus Kemper
- 1981: Karl-Otto Kroiss
- 1981: Gustav Wagner
- 1981: Gerhard Schwarz
- 1981: Heinrich Völkel
- 1981: Werner Koch
- 1981: Hanscarl Leuner
- 1982: Karlheinz Arnold
- 1982: Ernst Hain
- 1982: Walther Pribill
- 1984: Meta Alexander
- 1984: Ernst Bauer
- 1984: Adolf Miehlke
- 1984: Hermann Josef Schieffer
- 1985: Heinrich Hes
- 1985: Gert Heinen
- 1985: Hanns Gotthard Lasch
- 1985: Fritz Scheler
- 1987: Siegfried Borelli
- 1987: Hans Blömer[4]
- 1988: Felix Anschütz
- 1989: Klaus Louis Schmidt
- 1992: Siegfried Treichel
- 1992: Theodor Peters
- 1993: Peter Sefrin
- 1996: Helmut Remschmidt
- 1996: Leonhard Schweiberer
- 1997: Peter Brühl
- 1997: Gernot Feifel
- 1997: Manfred Ziegler
- 1997: Dieter Kämpfer
- 1998: Volkhart Freitag
- 1998: Schahnaz Alloussi
- 1998: Eduard Diegmann
- 1998: Nossrat Peseschkian
- 1999: Winfried Müller
- 1999: Klaus W. Ruprecht
- 1999: Klaus-Ditmar Bachmann
- 2000: Klaus-Dieter Zang
- 2002: Dieter Gekle
- 2002: Hilmar Hüneburg
- 2002: Helmut Paris
- Horst Cotta
- Gerhard Möllhoff
- Fritz Kümmerle
- Wilhelm Doden
- Friedrich Wilhelm Ahnefeld

### Seit 2003
- 2003: Andreas Kretschmer, Gerhard Saam, Werner Wimmer, Eckart Schibber, Wolfram Schüffel[5]
- 2004: Horst Buck-Gramcko, Hans Hege, Hellmut Mehnert, Cicely Saunders, Walter Schulz
- 2005: Olaf Bartels, Peter Frühmorgen, Dietrich Höffler, Joachim Jehle, Manfred Stauber
- 2006: Eduard Gilliar, Gunther Kruse, Frank H. Mader, Bruno Müller-Oerlinghausen, Helmut Woelk
- 2007: Armin Dietz, Otto-Albrecht Müller, Wolf von Römer, Axel Schramm, Ernst-Wilhelm Schwarze
- 2008: Stefan Liebe, Jürgen Freise, Hugo Van Aken, Dietrich Berg
- 2009: Viola Hach-Wunderle, Johannes Köbberling, Hans-Heinrich Raspe, Dietrich Reinhardt
- 2010: Gisela Fischer, Bärbel Mahler, Johannes Mann, Thomas Wendt
- 2011: Ulrich Hutschenreuter, Knut Leistikow
- 2012: Hartwig Bauer, Klaus A. Lehmann
- 2013: Dieter Kobosil
- 2014: Winfried Hoerster, Günter Stein
- 2015: Peter von Wichert[6]
- 2016: Klaus Dommisch[7], Berthold Seitz[8]
- 2018: Erika Baum[9]
- 2019: Bernhard Lembcke[10]
- 2020: Wilfred Nix[11]
- 2021: Stefan Müller-Lissner[12]
- 2022: Wolf-Dieter Ludwig[13]